# Королевский институт британских архитекторов
Королевский институт британских архитекторов или RIBA (англ. Royal Institute of British Architects) — это профессиональная организация для архитекторов, в первую очередь в Великобритании, но также и на международном уровне. Основана для развития архитектуры в соответствии с ее уставом, изданным в 1837 году, и Дополнительным Уставом, изданным в 1971 году.

## История
Первоначально названный Институтом британских архитекторов в Лондоне, был основан в 1834 году несколькими выдающимися архитекторами, в том числе Децимусом Бёртоном, Филипом Хардвиком, Томасом Аллом, Уильямом Донторном, Томасом Левертоном Дональдсоном, Вильямом Адамсом Николсоном, Джоном Буонаротти Папвортом, Томасом де Греем, 2-м графом де Грей.
После выдачи королевского устава он стал известен как Королевский институт британских архитекторов в Лондоне. В 1892 году отказался от ссылки на Лондон. В 1934 году институт переехал в свою нынешнюю штаб-квартиру на Портленд-плейс, где здание открыли король Георг V и королева Мария.
Королевский устав
Институт получил Королевский устав в 1837 году при короле Вильгельме IV. Дополнительные уставы 1887, 1909 и 1925 годов были заменены единым уставом в 1971 году, и с тех пор в них были внесены незначительные поправки. Первоначальный устав 1837 г. определял цель Королевского института: «… общее продвижение гражданской архитектуры, а также содействие и облегчение приобретения знаний в различных искусствах и науках …». Любые поправки к Уставу или Уставу требуют одобрения Тайного совета.
Девиз
Рисунок медали института с микенскими львами и латинский девиз Usui civium, decori urbium был приписан Томасу Левертону Дональдсону, который был почетным секретарем до 1839 года. В справочнике RIBA по его архиву и истории (Angela Mace, 1986) записано, что первая официальная версия значка с Львиными воротами в Микенах использовалась в качестве экслибриса для библиотеки и публикаций института с 1835 по 1891 год, когда он был переработан. Дж. Х. Меткалф. Он был снова переработан в 1931 году Эриком Гиллом и в 1960 году Джоан Хассалл.
Архитектурное образование
В девятнадцатом и двадцатом веках RIBA и ее члены играли ведущую роль в продвижении архитектурного образования в Соединенном Королевстве, включая создание Совета по регистрации архитекторов Соединенного Королевства (ARCUK) и Совета по архитектурному образованию в соответствии с законами об архитекторах 1931—1938 годов. Член RIBA Лайонел Бейли Бадден, в то время доцент Школы архитектуры Ливерпульского университета, внес статью об архитектурном образовании, опубликованную в четырнадцатом издании Британской энциклопедии (1929). Его школа в Ливерпуле, была одной из двадцати школ, названных с целью создания государственного совета по архитектурному образованию, когда был принят Акт 1931 года.
Вскоре после принятия Акта 1931 г. в книге, изданной по случаю столетнего юбилея института в 1934 году, Гарри Барнс, председатель регистрационного комитета FRIBA, отметил, что ARCUK не может конкурировать ни с одной архитектурной ассоциацией, в особенности с RIBA, учитывая то, как ARCUK была создана. Барнс прокомментировал, что цель закона не заключалась в защите архитектурной профессии и что законным интересам этой профессии лучше всего служили (тогдашние) архитектурные ассоциации, в которых можно было найти около 80 процентов тех, кто занимается архитектурой.
В Справочнике RIBA по его архиву и истории (1986) есть раздел «Обязательная регистрация архитекторов» с библиографией, простирающейся от законопроекта 1887 года до законопроекта 1969 года. В разделе «Образование» в Руководстве описывается создание в 1904 году Совета по архитектурному образованию RIBA, а также система, с помощью которой любая школа, подавшая заявку на признание (программа которой была одобрена Советом, чьи экзамены проводились утвержденным внешним экзаменатором и чей уровень успеваемости гарантировался периодическими проверками «Посещающим советом» BAE), могла быть внесена в список «признанных школ», а ее преуспеващие ученики могли претендовать на освобождение от экзаменов RIBA.
К 1970-м годам возникла еще одна проблема, влияющая на образование для получения квалификации и регистрацию для практики в качестве архитектора, в связи с обязательством, наложенным на Соединенное Королевство и другие европейские правительства, соблюдать директивы Европейского Союза относительно взаимного признания профессиональных квалификаций в поддержку политики единого рынка Европейского Союза. Это привело к предложениям о воссоздании ARCUK. В 1990-х годах правительство выпустило консультационный документ «Реформа регистрации архитекторов» (1994). Изменение названия на «Регистрационную комиссию архитекторов» было одним из предложений, которое было позже принято в Законе о жилищных субсидиях, строительстве и реконструкции 1996 года и повторно введено в действие как Закон об архитекторах 1997 года; другим было упразднение Совета по архитектурному образованию ARCUK.
В 2005 году Королевский институт британских архитекторов основал Академию урбанизма.
В 2019 году Совет RIBA проголосовал за создание инициативы RIBA Future Architects, онлайн-платформы и международной сети, нацеленной на студентов и выпускников архитектурных программ. Инициатива была поддержана представителями студентов в Совете после кампании 2018 года, в которой подчеркивалось, с какими трудностями сталкиваются студенты-архитекторы при получении степени. Инициатива предназначена для поддержки, вдохновения и предоставления голоса студентам и выпускникам, переходящим от учебы к практике.

## Структура
RIBA управляется Советом — группой из 60 членов, избранных из числа членов RIBA, большинство из которых являются дипломированными архитекторами. RIBA — членская организация, насчитывающая 44 000 членов. Дипломированные члены имеют право называть себя дипломированными архитекторами и добавлять пост-номиналы RIBA после своего имени; членам-студентам не разрешается это делать. Члены получают доступ ко всем услугам института и ежемесячному журналу RIBA Journal.
Штаб-квартира RIBA находится с 1934 года по адресу Портланд-Плейс 66, Лондон. Это здание было спроектировано архитектором Джорджем Греем Уорнумом для института и украшено скульптурами Эдварда Бейнбриджа Копнала и Джеймса Вудфорда. Здание открыто для публики и включает в себя библиотеку, архитектурный книжный магазин, кафе, бар, выставочные галереи и лекционный зал. Комнаты сдаются для мероприятий.

### Регионы
У института также есть десяток региональных офисов по всей Великобритании; он открыл свой первый региональный офис для Восточной Англии в Кембридже в 1966 году.
- Восточное — Грейт Шелфорд
- Ист-Мидлендс — здание Аркрайта, Университет Ноттингем Трент
- Лондон — Портланд-Плейс
- Северо-восток — Старое почтовое отделение, улица Святого Николая, Ньюкасл
- Северо-запад — RIBA Север, Манн Айсленд, Ливерпуль
- Юг и юго-восток — Королевская Дорога 56
- Юго-Запад и Уэссекс — Paintworks, Бристоль
- Уэст-Мидлендс — улица Бредфорд 321, Бирмингем
- Йоркшир — улица Айр, Лидс
- Уэльс — Королевское общество архитекторов в Уэльсе, The Creative Quarter, Morgan Arcade, Кардифф[15]
- Северная Ирландия — Королевское общество архитекторов Ольстера[16]
- Шотландия — Королевское объединение архитекторов Шотландии[17]
- RIBA США[18]